# Bertrand Girod de l'Ain
Pour les articles homonymes, voir Girod de l'Ain.
Bertrand Girod de l'Ain, né le 6 avril 1924 à Paris et mort le 27 janvier 2023 dans la même ville, est un journaliste et universitaire français.
Il est spécialiste de questions d'éducation et d'université, au Monde, puis comme enseignant-chercheur à l'université Paris-Dauphine.

## Biographie

### Jeunesse et études
Bertrand Girod de l'Ain fait ses études secondaires au lycée Louis-Pasteur de Neuilly-sur-Seine, puis est diplômé de l’École libre des sciences politiques. 

### Parcours professionnel
Il travaille au Conseil de contrôle allié puis, à partir de 1949, à la délégation auprès de l’Autorité internationale de la Ruhr.
Il devient journaliste, spécialiste de l'éducation et de l'université et responsable du service éducation et jeunesse du Monde 1957 à 1970. Il est nommé, en 1970, maître de conférences de sciences de l'éducation à l'université Paris-Dauphine, puis professeur émérite.
Il meurt à Paris le 27 janvier 2023, à l’âge de 98 ans.

## Publications
- avec Louis Legrand & Robert Chapuis, « Formation initiale et formation permanente des maîtres », Revue française de pédagogie, volume 5, 1968. p.5-23, [lire en ligne]
- Bertrand Girod de l'Ain, « La corporation universitaire et l'État : le monopole et le territoire », Sociologie du travail, vol. 31, no 4,‎ octobre-décembre 1989, p. 477-491
- avec Daniel Hameline, «Le central, le local et l'établissement. Le zèle, la discipline et l'assurance», Sociologie du travail, vol., n°3, juillet-septembre 1990, p. 353-374, [lire en ligne]
- avec Marie-Françoise Fave-Bonnet, « Le cursus universitaire de mathématiques : une espèce en voie de disparition en France ? », Politiques et management public, vol. 12, n° 2, 1994. Administrer les savoirs : leur production, leur transmission, leur application, leur contrôle - Actes du Sixième Colloque International, Genève, 25/26 mars 1993. p.187-201, [lire en ligne]